# Sahuaripa kommun
Sahuaripa är en kommun i Mexiko.   Den ligger i delstaten Sonora, i den nordvästra delen av landet, 1 500 km nordväst om huvudstaden Mexico City.
Följande samhällen finns i Sahuaripa:
- Sahuaripa
- Santo Tomás
- Natora